# شاهدخت کونیکو
شاهدخت کونیکو (به ژاپنی: 邦子内親王)، یا شاهدخت هوشی؛ ۱۲۰۹ – ۲۶ سپتامبر ۱۲۸۳) او به عنوان مادر افتخاری (جونبو-ریستوگو) (准母؛ جونبو) برادرش، امپراتور گو-هوریکاوا در دوره کاماکورا اهل ژاپن بود.